# ヴァリノール
ヴァリノール（Valinor）は、J・R・R・トールキンの中つ国を舞台とした小説、『指輪物語』、『シルマリルの物語』に登場する架空の国である。
クウェンヤで「ヴァラールの国」と言う意味で、中つ国の世界の西の果てアマンの地にあると言われている。
灯火の時代、ヴァラール達は、中つ国にあるアルマレンの島に住んでいた。しかし、メルコールによって、イルルインとオルマルの灯火が破壊され、アルダの地は大きく変動してしまう。その際、アルマレンの島のヴァラールの宮殿も破壊され、ヴァラール達は住まいを失った。
ヴァラールは、その後しばらくして、中つ国を去り、西方の世界の果てアマンの地に赴いた。そこでメルコールに対する防御を堅くし、宮殿を建て彼らの王国を建設した。これがヴァリノールである。
ヌーメノールが破壊された後、ヴァリノールとアマンはアルダから切り離され、人間には行くことが出来なくなった。しかしエルフだけはまっすぐの道を通って行くことができた。